# Gran Premio d'Olanda 1959
Il Gran Premio d'Olanda 1959 fu la terza gara della stagione 1959 del Campionato mondiale di Formula 1, disputata il 31 maggio sul Circuito di Zandvoort.
La corsa vide l'unico successo in Formula 1 per il pilota svedese Jo Bonnier e la prima vittoria nella massima serie per la BRM. Secondi e terzi classificati i piloti Cooper-Climax Jack Brabham e Masten Gregory.

## Qualifiche
| Pos | N° | Pilota                  | Auto                  | Squadra                  | Tempo  | Distacco |
| --- | -- | ----------------------- | --------------------- | ------------------------ | ------ | -------- |
| 1   | 7  | Jo Bonnier              | BRM P25               | Owen Racing Organisation | 1:36.0 | -        |
| 2   | 8  | Jack Brabham            | Cooper T51-Climax     | Cooper Car Company       | 1:36.0 | -        |
| 3   | 11 | Stirling Moss           | Cooper T51-Climax     | RRC Walker Racing Team   | 1:36.2 | +0.2     |
| 4   | 1  | Jean Behra              | Ferrari 246 F1        | Scuderia Ferrari         | 1:36.6 | +0.6     |
| 5   | 14 | Graham Hill             | Lotus 16-Climax       | Team Lotus               | 1:36.7 | +0.7     |
| 6   | 6  | Harry Schell            | BRM P25               | Owen Racing Organisation | 1:37.3 | +1.3     |
| 7   | 9  | Masten Gregory          | Cooper T51-Climax     | Cooper Car Company       | 1:37.6 | +1.6     |
| 8   | 2  | Tony Brooks             | Ferrari 246 F1        | Scuderia Ferrari         | 1:37.9 | +1.9     |
| 9   | 12 | Innes Ireland           | Lotus 16-Climax       | Team Lotus               | 1:38.3 | +2.3     |
| 10  | 5  | Carroll Shelby          | Aston Martin DBR4/250 | David Brown Corporation  | 1:38.5 | +2.5     |
| 11  | 10 | Maurice Trintignant     | Cooper T51-Climax     | RRC Walker Racing Team   | 1:38.7 | +2.7     |
| 12  | 3  | Phil Hill               | Ferrari 246 F1        | Scuderia Ferrari         | 1:39.2 | +3.2     |
| 13  | 4  | Roy Salvadori           | Aston Martin DBR4/250 | David Brown Corporation  | 1:39.7 | +3.7     |
| 14  | 15 | Carel Godin de Beaufort | Porsche RSK           | Ecurie Maarsbergen       | 1:44.5 | +8.5     |
| 15  | 16 | Cliff Allison           | Ferrari 246 F1        | Scuderia Ferrari         | 1:45.0 | +9.0     |

## Gara
| Pos | N° | Pilota                  | Costruttore           | Giri | Tempo/Causa Ritiro | Pos partenza | Punti |
| --- | -- | ----------------------- | --------------------- | ---- | ------------------ | ------------ | ----- |
| 1   | 7  | Jo Bonnier              | BRM P25               | 75   | 2:05:26.8          | 1            | 8     |
| 2   | 8  | Jack Brabham            | Cooper T51-Climax     | 75   | + 14.2             | 2            | 6     |
| 3   | 9  | Masten Gregory          | Cooper T51-Climax     | 75   | + 1:23.0           | 7            | 4     |
| 4   | 12 | Innes Ireland           | Lotus 16-Climax       | 74   | + 1 Giro           | 9            | 3     |
| 5   | 1  | Jean Behra              | Ferrari 246 F1        | 74   | + 1 Giro           | 4            | 2     |
| 6   | 3  | Phil Hill               | Ferrari 246 F1        | 73   | + 2 Giri           | 12           |       |
| 7   | 14 | Graham Hill             | Lotus 16-Climax       | 73   | + 2 Giri           | 5            |       |
| 8   | 10 | Maurice Trintignant     | Cooper T51-Climax     | 73   | + 2 Giri           | 11           |       |
| 9   | 16 | Cliff Allison           | Ferrari 246 F1        | 71   | + 4 Giri           | 15           |       |
| 10  | 15 | Carel Godin de Beaufort | Porsche RSK           | 68   | + 7 Giri           | 14           |       |
| Rit | 11 | Stirling Moss           | Cooper T51-Climax     | 62   | Cambio             | 3            | 1     |
| Rit | 6  | Harry Schell            | BRM P25               | 46   | Cambio             | 6            |       |
| Rit | 2  | Tony Brooks             | Ferrari 246 F1        | 42   | Perdita olio       | 8            |       |
| Rit | 5  | Carroll Shelby          | Aston Martin DBR4/250 | 25   | Motore             | 10           |       |
| Rit | 4  | Roy Salvadori           | Aston Martin DBR4/250 | 3    | Motore             | 13           |       |

## Statistiche

### Piloti
- 1° e unica pole position, 1° e unico podio e 1° e unica vittoria per Jo Bonnier
- 1º Gran Premio per Innes Ireland

### Costruttori
- 1° pole position e 1° vittoria per la BRM
- 10° podio per la Cooper
- 1º Gran Premio per la Aston Martin

### Motori
- 1° pole position e 1° vittoria per il motore BRM

### Giri al comando
- Jo Bonnier (1, 12-29, 34-59, 63-75)
- Masten Gregory (2-11)
- Jack Brabham (30-33)
- Stirling Moss (60-62)

## Classifiche Mondiali

### Piloti
| Pos | Pilota              | Punti |
| --- | ------------------- | ----- |
| 1   | Jack Brabham        | 15    |
| 2   | Rodger Ward         | 8     |
|     | Jo Bonnier          | 8     |
| 4   | Jim Rathmann        | 6     |
|     | Tony Brooks         | 6     |
| 6   | Johnny Thomson      | 5     |
| 7   | Maurice Trintignant | 4     |
|     | Masten Gregory      | 4     |
| 9   | Tony Bettenhausen   | 3     |
|     | Phil Hill           | 3     |
|     | Innes Ireland       | 3     |
| 12  | Jean Behra          | 2     |
|     | Paul Goldsmith      | 2     |
|     | Bruce McLaren       | 2     |
| 15  | Stirling Moss       | 1     |

### Costruttori
| Pos | Team          | Punti |
| --- | ------------- | ----- |
| 1   | Cooper-Climax | 14    |
| 2   | BRM           | 8     |
|     | Ferrari       | 8     |
| 4   | Lotus-Climax  | 3     |